# UAE Arabian Gulf Cup
Der UAE Arabian Gulf Cup ist ein seit 2008 ausgetragener Fußball-Pokalwettbewerb für die Vereine der UAE Arabian Gulf League.

## Format
Das aktuelle Format besteht aus einer Gruppenphase von zwei Gruppen mit je sieben Mannschaften, wobei jede Mannschaft jeweils einmal gegen die Konkurrenten spielt. Die zwei besten Mannschaften jeder Gruppe spielen ein Halbfinale (jeweils der Erste der einen Gruppe gegen den Zweiten der anderen Gruppe). Die Sieger tragen das Finale aus.

## Sieger und Finalisten
| Jahr    | Sieger              | Ergebnis(se)        | Finalist                  |
| ------- | ------------------- | ------------------- | ------------------------- |
| 2008/09 | al-Ain Club         | 1:0                 | al-Wahda                  |
| 2009/10 | al-Jazira Club      | 2:0                 | Adschman Club             |
| 2010/11 | al-Shabab Al Arabi  | 3:2                 | al-Ain Club               |
| 2011/12 | al-Ahli             | 5:4 i. E.           | al-Shabab Al Arabi        |
| 2012/13 | Adschman Club       | 2:1                 | al-Jazira Club            |
| 2013/14 | al-Ahli             | 2:1                 | al-Jazira Club            |
| 2014/15 | al-Nasr Sports Club | 4:1                 | al-Schardscha             |
| 2015/16 | al-Wahda            | 1:0                 | al-Shabab Al Arabi        |
| 2016/17 | al-Ahli             | 2:0                 | al-Shabab Al Arabi        |
| 2017/18 | al-Wahda            | 2:1                 | al-Wasl                   |
| 2018/19 | al-Ahli             | 3:1 n. V.           | al-Wahda                  |
| 2019/20 | al-Nasr SC          | 2:1                 | al-Ahli                   |
| 2020/21 | al-Ahli             | 0:0 n. V. 5:4 i. E. | al-Nasr SC                |
| 2021/22 | al-Ain Club         | 2:2 n. V. 5:4 i. E. | al-Ahli                   |
| 2022/23 | Sharjah FC          | 2:1                 | al Ain Club               |
| 2023/24 | al-Wahda            | 1:0                 | al Ain Club               |
| 2024/25 | al-Jazira Club      | 2:1                 | Shabab Al Ahli Dubai Club |

### Rekordsieger
| Nr. | Verein              | Anzahl | Siegerjahre                  |
| --- | ------------------- | ------ | ---------------------------- |
| 1   | al-Ahli             | 5      | 2012, 2014, 2017, 2019, 2021 |
| 2   | al-Wahda            | 3      | 2016, 2018, 2024             |
| 3   | al-Ain Club         | 2      | 2009, 2022                   |
|     | al-Nasr Sports Club | 2      | 2015, 2020                   |
|     | al-Jazira Club      | 2      | 2010, 2025                   |
| 4   | al-Shabab Al Arabi  | 1      | 2011                         |
|     | Adschman Club       | 1      | 2013                         |
|     | Sharjah FC          | 1      | 2023                         |